# インタフェース (企業)
株式会社インタフェースは、広島県広島市南区に本社を置き、産業用のコンピュータやその周辺機器、ソフトウェアなどを開発・製造・販売している会社である。
製造している機器類は、一般消費者向けではなく企業が工場の生産ラインの制御・管理などに用いるものである。24時間365日連続稼動できる信頼性の高い機器の開発を行っており、ファンやハードディスクドライブなどの可動部品をなくしたメンテナンスフリー設計や電解コンデンサを用いない高信頼性設計、熱対策などを特徴とした製品を開発・販売している。また、全品国内開発・国内生産を謳っている。
社名のインタフェースは、情報技術関連で一般的にものごとの境界となる部分やプロトコルを指す言葉であり、またコンピュータと人間や周辺機器を接続する役割を果たす装置のことでもある。こうした装置の開発・製造を行うところから社名がつけられている。

## 沿革
1978年2月1日に、広島市で資本金400万円の会社として設立された。当初は日本電気 (NEC) の販売代理店であるNECマイコンショップを営業し、NECのマイコンや関連製品を販売していた。1985年2月から自社ブランドのインタフェースモジュールの開発・製造・販売を開始した。1991年2月に大分県東国東郡安岐町（後の国東市）に大分事業所を開設し、生産部門をここに集約した。1998年8月にNECの販売代理店事業から撤退し、2000年2月には大分に第2工場を設置した。2006年11月にはアメリカ合衆国のAmita solutionsを買収して子会社とし、Interface Amita Solutions, Inc.へ改称した。

## 事業所
広島に本社を置くほか、東京、名古屋、大阪にオフィスを構え、大分に工場を持っている。